# Pyrausta purpuralis
Pyrausta purpuralis là một loài bướm đêm thuộc họ Crambidae. Nó được tìm thấy ở châu Âu. The species closely resembles Pyrausta aurata.
Sải cánh dài ca. 20 mm. Con trưởng thành bay từ tháng 5 đến tháng 9 tùy theo địa điểm.
Ấu trùng ăn Mint.

## Hình ảnh

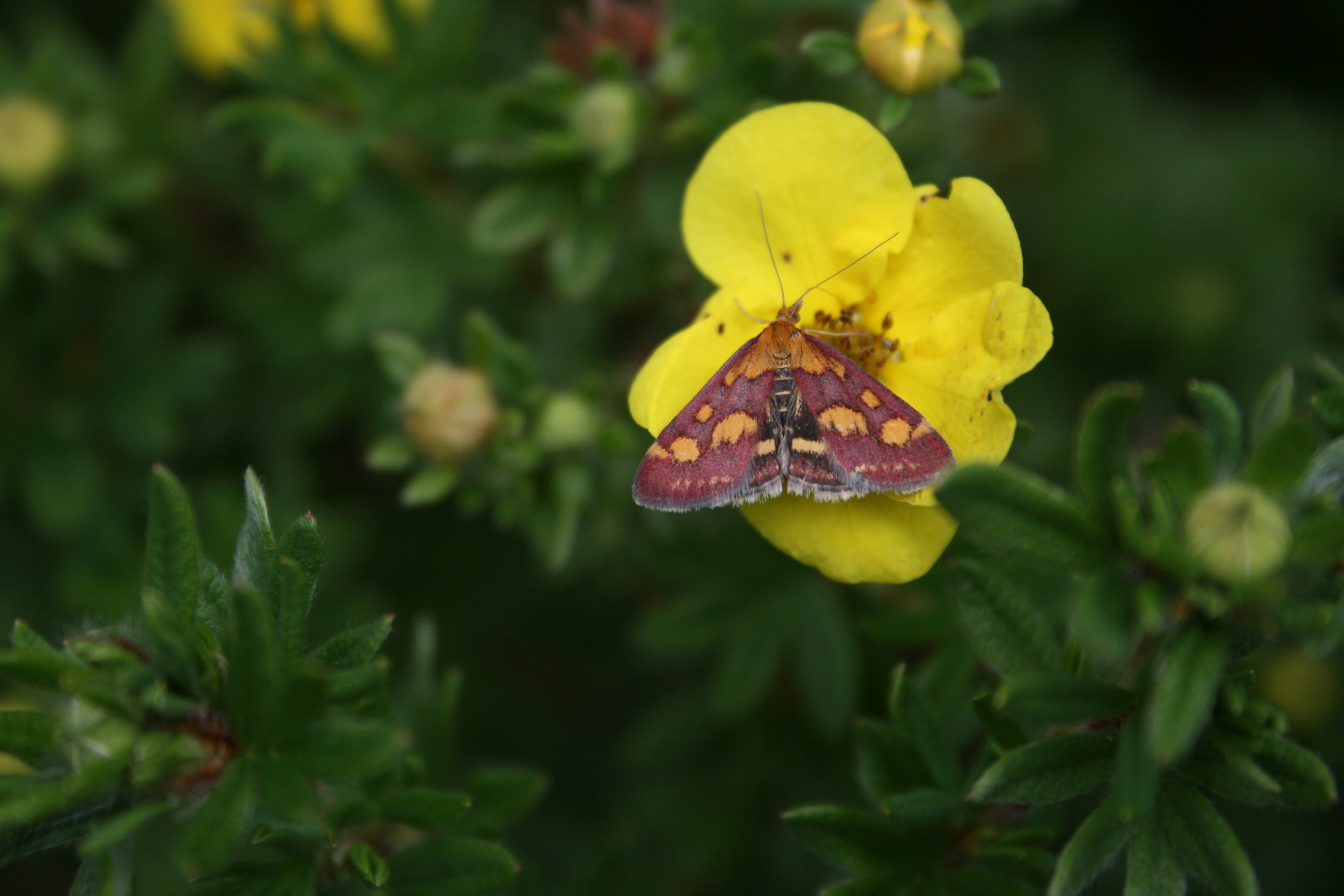
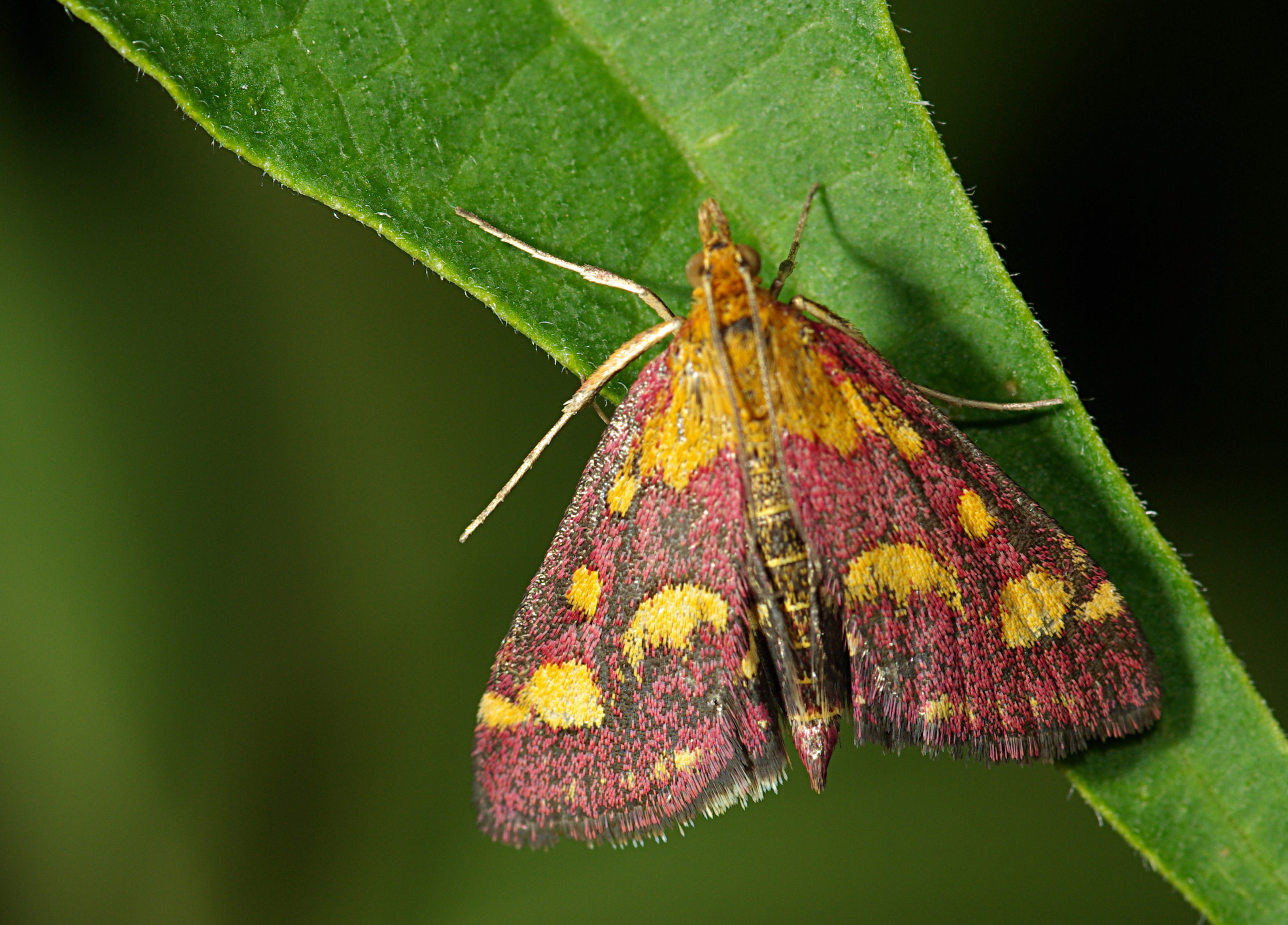
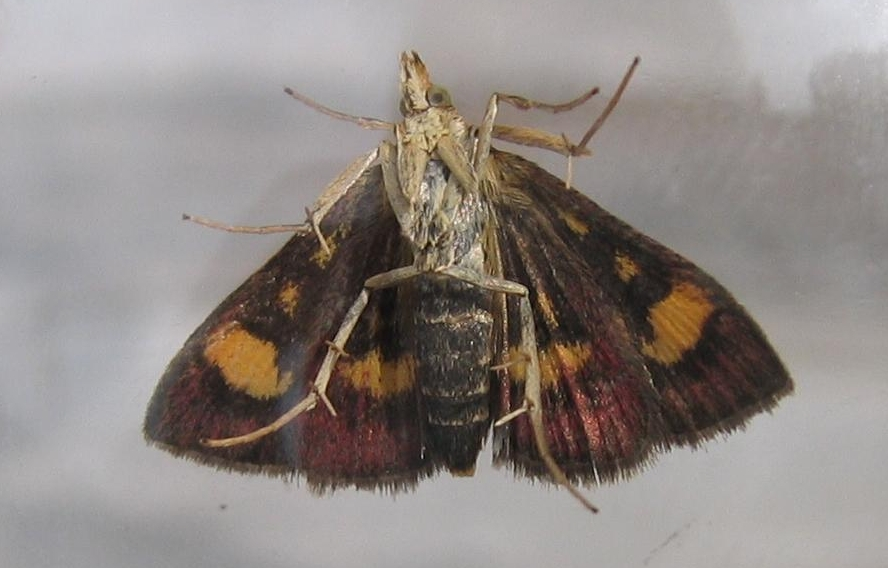

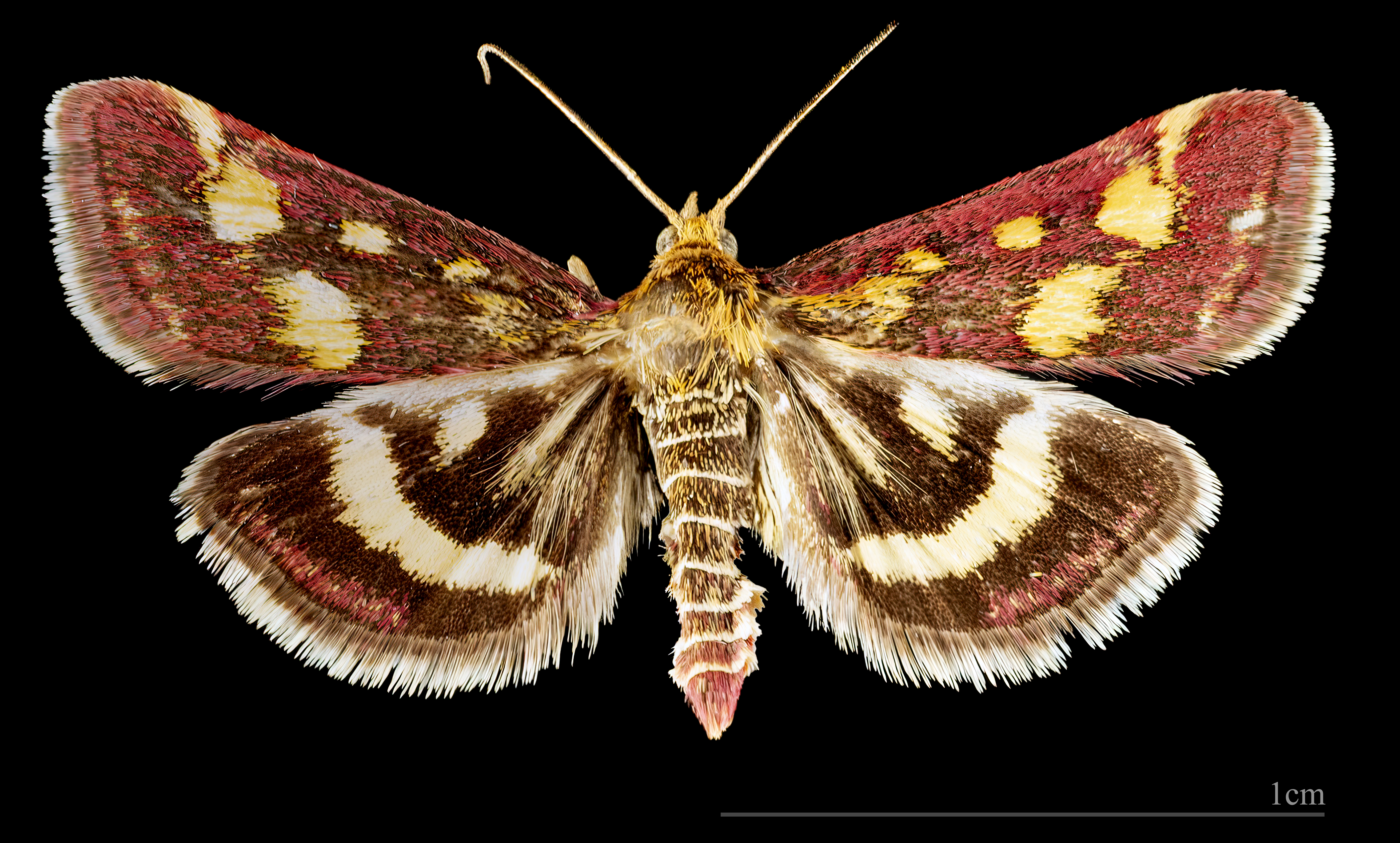
Pyrausta purpuralis ♂
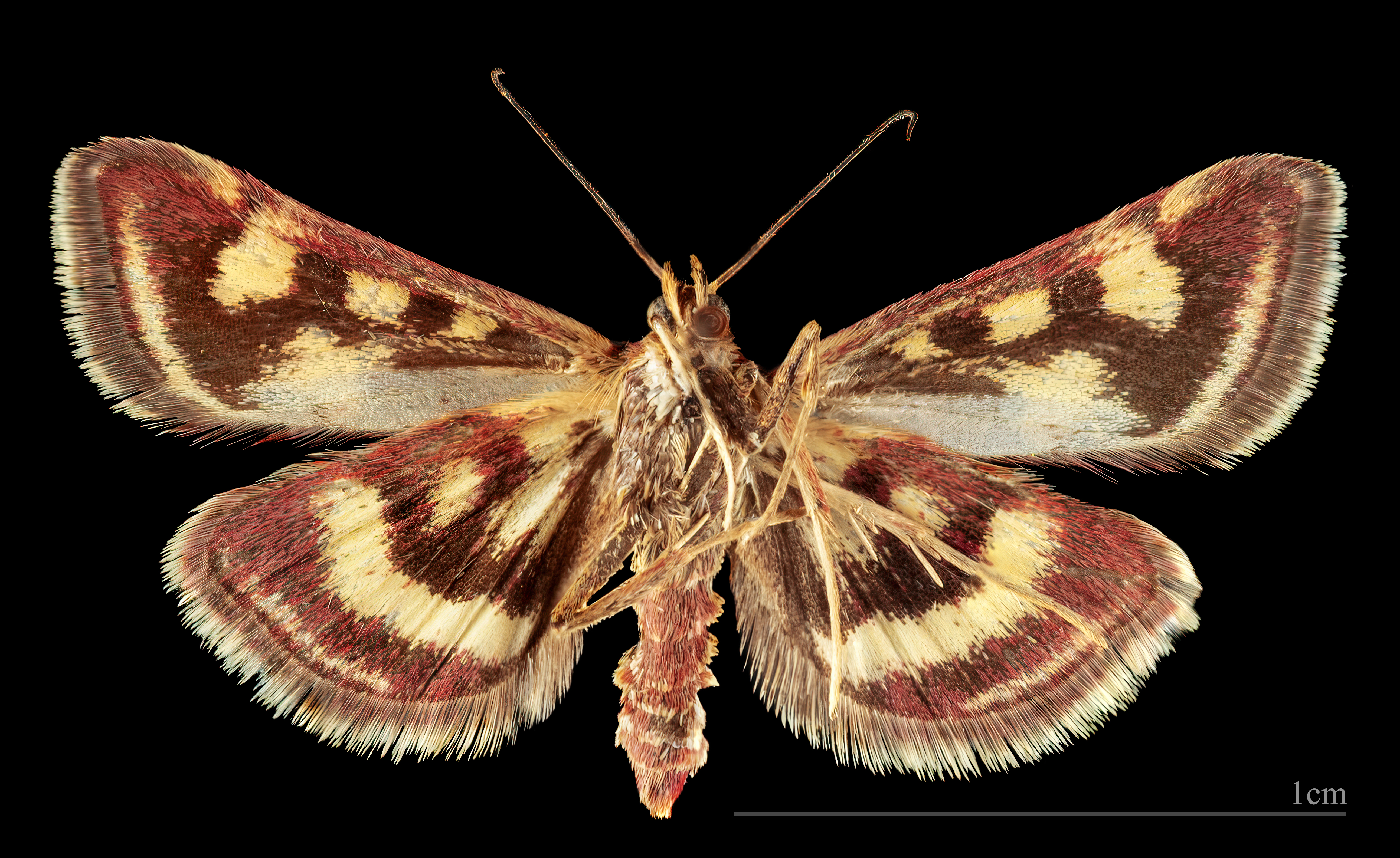
Pyrausta purpuralis ♂ △